# Thomas Richards (monteur)
Pour les articles homonymes, voir Richards.
Ne pas confondre avec l'athlète britannique Thomas Richards (1910-1985).
Thomas (Albert) Richards est un monteur américain d'origine anglaise, né le 8 janvier 1899 à Dalton (Lancashire, Angleterre), mort le 4 janvier 1946 à Los Angeles (Californie).

## Biographie
Né de parents anglais émigrés aux États-Unis lorsqu'il est enfant, Thomas Richards intègre l'industrie du cinéma dans son pays d'adoption et travaille essentiellement à la Warner Bros. Il est monteur sur trente-six films américains, depuis The Big Shakedown de John Francis Dillon (1934, avec Charles Farrell et Bette Davis) jusqu'à Escale à Hollywood (produit par la MGM, 1945, avec Frank Sinatra et Gene Kelly).
Entretemps, citons L'Intruse d'Alfred E. Green (1935, avec Bette Davis et Franchot Tone), La ville gronde de Mervyn LeRoy (1937, avec Claude Rains et Edward Norris), Le Faucon maltais de John Huston (1941, avec Humphrey Bogart et Mary Astor) et La Septième Croix de Fred Zinnemann (1944, avec Spencer Tracy et Signe Hasso).
De 1921 à 1929, il est marié à l'actrice Glenda Farrell (1904-1971). De leur union, conclue par un divorce, est né l'acteur Tommy Farrell (1921-2004).
Thomas Richards meurt prématurément en 1946 (à 46 ans), de complications liées à une appendicite.

## Filmographie partielle
- 1934 : The Big Shakedown de John Francis Dillon
- 1934 : Jimmy the Gent de Michael Curtiz
- 1934 : The Key de Michael Curtiz
- 1934 : Agent britannique (British Agent) de Michael Curtiz
- 1935 : L'Intruse (Dangerous) d'Alfred E. Green
- 1935 : Furie noire (Black Fury) de Michael Curtiz
- 1935 : Ville frontière (Bordertown) d'Archie Mayo
- 1935 : Ne pariez pas sur les blondes (Don't Bet on Blondes) de Robert Florey
- 1936 : Le Grand Barrage (Boulder Dam) de Frank McDonald
- 1936 : En scène (Stage Struck) de Busby Berkeley
- 1936 : Chercheuses d'or de 1937 ou En parade (Gold Diggers of 1937) de Lloyd Bacon
- 1937 : Le Roi et la Figurante (The King and the Chorus Girl) de Mervyn LeRoy
- 1937 : Monsieur Dodd prend l'air (Mr. Dodd Takes the Air) d'Alfred E. Green
- 1937 : La ville gronde (They Won't Forget) de Mervyn LeRoy
- 1938 : Une enfant terrible (Hard to Get) de Ray Enright
- 1938 : La Femme errante (White Banners) d'Edmund Goulding
- 1939 : À chaque aube je meurs (Each Dawn I Die) de William Keighley
- 1939 : Fausses Notes (Naughty But Nice) de Ray Enright
- 1940 : Une femme dangereuse (They Drive by Night) de Raoul Walsh
- 1940 : Rendez-vous à minuit (It All Came True) de Lewis Seiler
- 1941 : Le Faucon maltais (The Maltese Falcon) de John Huston
- 1941 : Fiancée contre remboursement (The Bride Came C.O.D.) de William Keighley
- 1942 : Si Adam avait su... (The Male Animal) d'Elliott Nugent
- 1943 : Hit Parade of 1943 d'Albert S. Rogell
- 1944 : La Septième Croix (The Seventh Cross) de Fred Zinnemann
- 1945 : Escale à Hollywood (Anchors Aweight) de George Sidney